# Christal Clashing
Christal Clashing O'Reilly (sinh ngày 8 tháng 9 năm 1989) là một vận động viên bơi lội người Antigua, chuyên về các sự kiện tự do chạy nước rút. Từng một lần tham dự Thế vận hội (2004), cô được mẹ Edith O'Reilly Clashing huấn luyện và huấn luyện, người sáng lập ra Wadadli Aqu Racers (WAR), một câu lạc bộ bơi lội ưu tú ở Antigua. Em gái Karin O'Reilly Clashing đã thi đấu ở nội dung 50 m tự do tại Thế vận hội Mùa hè 2012 ở London.
Tám năm trước khi chị gái Karin tham gia, Clashing đủ điều kiện cho cùng một sự kiện, tự do 50 m, tại Thế vận hội Mùa hè 2004 ở Athens, với tư cách là một vận động viên bơi lội 14 tuổi đến từ Antigua. Cô đã nhận được một vị trí quốc tế từ FINA trong thời gian nhập cảnh 34,36. Cô đã thách đấu sáu vận động viên bơi lội khác ở nhiệt độ hai, bao gồm Sameera Al-Bitar của Bahrain, người có cùng tuổi với Clashing. Cô đã đăng một bài tốt nhất trọn đời là 31,55 để kiếm được vị trí thứ tư bằng 0,55 giây sau người chiến thắng chung Al-Bitar và Ghazal El Jobeili của Liban. Cuộc đụng độ thất bại để tiến vào bán kết, khi cô đặt thứ sáu mươi bảy tổng thể vào ngày cuối cùng của vòng sơ khảo.